# Pergalumna pertrichosa
Pergalumna pertrichosa är en kvalsterart som beskrevs av Sandór Mahunka 1995. Pergalumna pertrichosa ingår i släktet Pergalumna och familjen Galumnidae. Inga underarter finns listade i Catalogue of Life.